# Ruta Provincial 5 (Misiones)
La Ruta Provincial 5 es una carretera argentina con jurisdicción en la Provincia de Misiones. Recorre aproximadamente 73 kilómetros dentro del Departamento Oberá. Se encuentra dividida en dos tramos: el primer tramo se extiende desde la localidad de Puerto Panambí, en la frontera con Brasil, hasta la ciudad de Oberá y el segundo tramo se extiende desde la mencionada ciudad hasta la intersección con la Ruta Provincial 6, en el municipio de Santo Pipó.

## Recorrido
La ruta tiene sentido general sudeste-noroeste y está totalmente asfaltada. Está dividida en dos tramos. El primer tramo comienza en la localidad de Puerto Panambí, en la frontera con Brasil y desde donde se realiza el paso fronterizo por medio de balsas que comunican con la ciudad de Porto Vera Cruz, hasta la ciudad de Oberá en la intersección con la Ruta Nacional 14, pasando por las localidades de Panambí Kilómetro 8 y Los Helechos. El segundo tramo, que fue terminado de asfaltar en 2009, se extiende por la Avenida José Ingenieros de Oberá (una vez pasado el casco histórico) hasta la intersección con la Ruta Provincial 6, pasando por las localidades de General Alvear y Colonia Alberdi.

## Localidades
Las ciudades y pueblos por los que pasa esta ruta son las siguientes (todos ubicados dentro del Departamento Oberá):
- Puerto Panambí
- Panambí Kilómetro 8
- Los Helechos
- Oberá
- General Alvear
- Colonia Alberdi